# آلبرت شاف
آلبرت شاف (انگلیسی: Albert Schaff; ۸ آوریل ۱۸۸۵ – ۲۱ آوریل ۱۹۶۸) بازیکن فوتبال اهل فرانسه بود.
از باشگاه‌هایی که در آن بازی کرده‌است می‌توان به اشاره کرد.
وی همچنین در تیم ملی فوتبال فرانسه بازی کرده‌است.